# Deinopis pallida
Espèce
Deinopis pallida est une espèce d'araignées aranéomorphes de la famille des Deinopidae.

## Distribution
Cette espèce est endémique de l'État de São Paulo au Brésil,.

## Publication originale
- Mello-Leitão, 1939 : Algumas aranhas de S.-Paulo e Santa Catarina. Memórias do Instituto Butantan vol. 12, p. 523-531.